# Euoniticellus fulvus
Euoniticellus fulvus är en skalbaggsart som beskrevs av Johann August Ephraim Goeze 1777. Euoniticellus fulvus ingår i släktet Euoniticellus och familjen bladhorningar. Inga underarter finns listade i Catalogue of Life.

## Bildgalleri

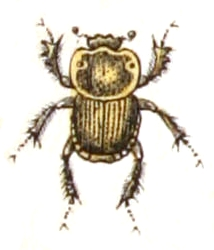